# 杜謙 (景泰進士)
杜謙（1419年—1494年），字益之，直隸永平府昌黎縣人，民籍，明朝政治人物。景泰甲戌進士，官至工部侍郎。

## 生平
杜谦自幼丧亲母王氏，成年后，照顾继母董氏，有“孝状元”之誉。景泰元年（1450年）庚午科順天鄉試举人。景泰五年（1454年）甲戌科登進士。授工部主事，改禮部主事，升員外郎、郎中，经姚夔举荐，出为浙江右参政，升布政使。成化十六年（1480年）召为顺天府尹。成化十八年（1482）升工部左侍郎。成化二十三年（1487年）勘事大同，还乞致仕。居乡八年卒，年七十六。

## 纪念
昌黎县丞曾有“司空坊”。

## 墓葬
2009年，昌黎县在城西北的杜侍郎山下开展挖土作业时，意外发现一古代墓葬。5月31日，县文物研究保护管理所对墓葬进行了抢救性发掘，证实此为杜谦夫妇合葬墓，其墓早已被盗。

## 家族
曾祖杜彥父。祖父杜復祖。父杜敏。